# Lily Sullivan
Lily Jane Sullivan (Brisbane, 8 settembre 1994) è un'attrice australiana.

## Biografia
Lily è nata a Città di Logan, in Australia, dove suo padre e sua madre, Geoff Sullivan e Jeanne Kelley Sullivan, erano migrati prima della sua nascita. È cresciuta a Queensland e ha frequentato il John Paul College, per poi continuare al Calvary Christian College, diplomandosi nel 2011.
Dopo aver visto una messa in scena teatrale nell'adolescenza, Un tram che si chiama Desiderio (A Streetcar Named Desire), ha cominciato a esser affascinata dalla recitazione, tanto che dopo anni di studio ha ottenuto un’audizione, per il suo primo ruolo, durante l'ultimo anno di liceo.

### Carriera
Il suo primo ruolo l'ha ottenuto nel 2011, entrando nel cast del film comico Mental, diretto da P. J. Hogan: dove ha recitato a fianco di attori già confermati del calibro di Toni Colette, Liev Schreiber e Anthony LaPaglia. Ha inoltre ricevuto il plauso della critica, ottenendo diverse candidature a premi ambiti nel mondo cinematografico e televisivo.
È apparsa nella seconda stagione della serie televisiva Rake (2012) e ha avuto un ruolo ricorrente nella serie televisiva Camp (2013), uno show americano prodotto da NBC e filmato a Queensland. Nel 2015 si è aggiunta al cast del lungometraggio Sucker, con protagonista Timothy Spall.
Nel 2018 è stata ingaggiata come protagonista nella miniserie televisiva Picnic At Hanging Rock. Pochi mesi dopo è divenuta la sponsor della compagnia australiana Paspaley, prendendo parte allo spot pubblicitario registrato sulla costa di Kimberley, in Australia.
Nel 2021 ha interpretato il ruolo principale, Lucy, nel film australiano I Met A Girl, che è stato rilasciato sulla piattaforma streaming Netflix nell'aprile 2021. Sempre nello stesso anno è stata scritturata come protagonista nel film horror Evil Dead Rise, il quinto capitolo della celebre saga, cominciata nel 1981 con il cult The Evil Dead, diretto da Sam Raimi.
Nel 2022 è entrata nel cast del film di fantascienza Monolith, diretto da Matt Vesely.

## Filmografia

### Attrice

#### Cinema
- Mental, regia di P. J. Hogan (2012)
- Galore, regia di Rhys Graham (2013)
- Sucker, regia di Ben Chessell (2015)
- Jungle, regia di Greg McClean (2017)
- La ragazza dei tuoi sogni (I Met a Girl), regia di Luke Eve (2020)
- Monolith, regia di Matt Vesely (2022)
- La casa - Il risveglio del male (Evil Dead Rise), regia di Lee Cronin (2023)

#### Televisione
- Rake – serie TV, episodio 2x03 (2012)
- Camp – serie TV, 10 episodi (2013)
- Romper Stomper – miniserie TV, 6 episodi (2018)
- Picnic At Hanging Rock – miniserie TV, 6 episodi (2018)
- The Other Guy – serie TV, 6 episodi (2019)
- Pronti a tutto (Barkskins) – miniserie TV, 9 episodi (2020)

#### Cortometraggi
- The Real Anna Kendrick: Behind the Scenes of the Mega Huge Game Day Ad Newcastle Almost Made, regia di Jon Bander (2014)
- The Unknown Patient, regia di Michael Beets (2018)
- Killer Native, regia di Bjorn Stewart (2019)

## Riconoscimenti
- The Equity Ensemble Awards
  - 2019 – Nomination alla miglior performance di un cast in una miniserie o in un film televisivo per Picnic At Hanging Rock
- Rencontres Internationales du Cinema des Antipodes
  - 2014 – Premio alla miglior attrice protagonista per Galore
- Film Critics Circle of Australia Awards
  - 2013 – Candidatura alla miglior performance di una giovane attrice per Mental
- AACTA Awards
  - 2013 – Candidatura alla miglior giovane attrice per Mental

## Doppiatrici italiane
Nelle versioni in italiano dei suoi film e delle sue serie TV, Lily Sullivan è stata doppiata da:
- Elisa Angeli[10] in Jungle[11]
- Elena Perino[12] in Picnic At Hanging Rock
- Lavinia Paladino[13] in Pronti a tutto[14]
- Martina Felli[15] in La casa - Il risveglio del male[16]